# Tapeinosperma kajewskii
Tapeinosperma kajewskii är en viveväxtart som beskrevs av André Guillaumin. Tapeinosperma kajewskii ingår i släktet Tapeinosperma och familjen viveväxter. Inga underarter finns listade i Catalogue of Life.